# Pedro Calles
Pedro Luis Calles Porras (* 24. August 1983 in Córdoba) ist ein spanischer Basketballtrainer.

## Trainerlaufbahn
Calles wuchs in Córdoba auf, er spielte Basketball, Fußball und Tennis. Er studierte Sportwissenschaft (mit dem Schwerpunktthema Basketball) in Granada und erlangte 2006 seinen Abschluss, 2009 schloss er eine Trainerausbildung beim spanischen Basketballverband ab. Er arbeitete beim Drittligaverein Cajasol Córdoba als Konditions-, Assistenz- und Jugendtrainer. In der Saison 2010/11 war Calles bei Plasencia Extremadura (ebenfalls dritte Liga) als Co-Trainer tätig, im November 2011 wurde er zum Cheftrainer befördert.
2012 ging Calles nach Deutschland und wurde in der Basketball-Bundesliga beim Quakenbrücker Verein Artland Dragons als Athletik- und ab 2013 als Co-Trainer tätig. 2015 wechselte er innerhalb Niedersachsens zum SC Rasta Vechta und trat dort ebenfalls eine Stelle als Assistenztrainer an. In der Saison 2015/16 trug er in diesem Amt zum Aufstieg Rastas in die Bundesliga bei, wo Vechta jedoch der Klassenerhalt misslang. In seinem dritten Jahr beim SC Rasta stieg Calles als Co-Trainer abermals in die erste Liga auf. Kurz nach dem Gewinn des Meistertitels in der 2. Bundesliga ProA Anfang Mai 2018 wurde der Spanier in Vechta zum Cheftrainer befördert und übernahm damit das Amt seines bisherigen Vorgesetzten Douglas Spradley. Calles sorgte mit seiner Mannschaft in der Bundesliga-Saison 2018/19 als Aufsteiger für Aufsehen, Mitte Januar 2019 lag man auf dem dritten Tabellenplatz. Am Ende der Punktrunde war es der vierte Rang. Von seinen Bundesliga-Amtskollegen, den Spielführern der Bundesligisten sowie Medienvertretern wurde er zum besten Trainer der Bundesliga-Spielzeit 2018/19 gewählt. Nach der Saison war er in der NBA-Sommerliga Mitglied des Stabes der Minnesota Timberwolves und dort Assistent von Trainer Pablo Prigioni.
In der Saison 2019/20 lag Calles mit Vechta auf dem sechsten Tabellenrang (zwölf Siege, neun Niederlagen), als der Spielbetrieb im März 2020 wegen der Ausbreitung von COVID-19 unterbrochen wurde. Beim folgenden Saisonabschlussturnier der Bundesliga im Juni 2020 blieb die Mannschaft unter seiner Leitung in der Gruppenphase sieglos, im Spiel um den neunten Platz bezwang er mit Vechta dann Crailsheim. Unter Calles trat Vechta in der Saison 2019/20 erstmals in einem Europapokal an und erreichte in der Champions League sechs Siege sowie acht Niederlagen.
Im Sommer 2020 nutzte er eine Vertragsklausel, um Vechta zu verlassen und ein Angebot des Bundesliga-Konkurrenten Hamburg Towers anzunehmen. Er führte die Hamburger in der Saison 2020/21 ins Bundesliga-Viertelfinale. 2021/22 wurde das wiederholt, erneut folgte in der Runde der besten acht Mannschaften das Ausscheiden. Ende Mai 2022 gab Bundesligist EWE Baskets Oldenburg Calles’ Verpflichtung bekannt. Er erhielt einen Dreijahresvertrag. Anfang November 2024 wurde Calles in Oldenburg entlassen. Im vorherigen Verlauf der Saison 2024/25 hatten die Niedersachsen unter seiner Führung drei Bundesliga-Spiele gewonnen und drei verloren. Im Pokalwettbewerb war die Mannschaft gegen Aufsteiger Frankfurt ausgeschieden.
Im Januar 2025 wurde Calles bei Alba Berlin Assistenztrainer seines Landsmanns Israel González. Im März 2025 wurde er nach González’ Entlassung zum Berliner Cheftrainer befördert.

## Persönliches
Calles ist mit einer Tierärztin verheiratet, mit seiner Frau hat er zwei Kinder, die beide in Vechta zur Welt kamen.